# Abdelaziz Bouteflika
Abdelaziz Bouteflika (phát âm tiếng Ả Rập: ʕa ː bd lʕziz butfliqa ː]; tiếng Ả Rập: عبد العزيز بوتفليقة) (2 tháng 3 năm 1937 - 17 tháng 9 năm 2021) là một chính trị gia Algeria, là tổng thống thứ chín của Algeria kể từ năm 1999. Ông chủ trì xử lý việc kết thúc cuộc chiến tranh đẫm máu dân sự Algeria trong năm 2002, và ông đã kết thúc tình trạng khẩn cấp trong tháng 2 năm 2011 trong bối cảnh tình trạng bất ổn khu vực.
Ông cũng đã từng là chủ tịch của Đại hội đồng Liên Hợp Quốc.
Bouteflika từ chức vào ngày 2 tháng 4 năm 2019 sau nhiều tháng biểu tình hàng loạt. Với gần 20 năm cầm quyền, ông là nguyên thủ quốc gia Algeria tại vị lâu nhất cho đến nay. Sau khi từ chức, Bouteflika trở thành một người sống ẩn dật và qua đời ở tuổi 84 vào tháng 9 năm 2021, hơn hai năm sau khi ông từ chức.< Bouteflika spent his final years in a medicalised state residence in Zéralda, a suburb of Algiers.

## Gia đình
Abdelaziz Bouteflika đã sinh ra vào ngày 02 tháng 3 năm 1937 Oujda, Maroc. Ông là con đầu tiên của mẹ mình và là con thứ hai của cha mình (Fatima, người chị của ông. Cha của ông (Ahmed Bouteflika) và mẹ (Mansouria Ghezlaoui) là người từ khu vực Tlemcen. Bouteflika có chị em cùng cha khác mẹ và cùng mẹ khác cha (Fatima, Yamina, và Aïcha), cũng như bốn anh em trai (Abdelghani, Mustapha, Abderahim và Saïd) và một em gái (Latifa). Saïd là bác sĩ riêng của Abdelaziz Bouteflika, và được cho là của một số được một nhân vật cố vấn vòng trong quan trọng của Bouteflika.